# Ілона
Іло́на (угор. Ilona) — жіноче особове ім'я, угорська форма грецького імені Олена (грец. Ἑλένη), яке використовувалось у цьому вигляді у добу Середньовіччя і походило від стародавнього «світла».

## Походження
Ім'я Ілона виникло з угорської мови за допомогою слов'янського посередництва, а також постійних мовних змін: Олена→Елона→Ілона.

## Поширення
Популяризація імені Ілона відбувалося разом із поширенням християнської традиції (культ Святої Олени). Свій внесок у популяризацію імені Ілона внесла також і романтична історія про дивовижну красу Єлени з Трої, власне через яку і розпочалася одна з найлегендарніших війн дохристиянської ери. Справжньої популярності ім'я Ілона набуло у XVI столітті — на той час воно було другим за популярністю.
Ілона є одним з небагатьох угорських імен, що вдало прижилися в інших культурах та країнах: це ім'я використовується, окрім Угорщини, в Україні, Росії, Білорусі, Чехії, Словаччині, Польщі, Німеччині, Болгарії, Литві, Латвії, Фінляндії.
З початку 90-х років 20-го століття Ілона — ім'я доволі рідкісне, а різноманітні його інтерпретації — й того більше, майже «ексклюзивні». Жодне з них не входить до угорського списку 100 найпоширеніших імен.
У Фінляндії зареєстровано 22353 особи, які мають ім'я Ілона (2008). Двоє з них — чоловіки.[джерело?]
У Словенії на 23 листопада 2020 року налічується 91 особа з ім'ям Ілона.

## Відомі носії
- Ілона Сталлер, відоміша як Чіччоліна — угорсько-італійська порнозірка та політик;
- Ілона Довгань — українська телеведуча, журналіст, громадський діяч;
- Ілона Галицька — українська дитяча співачка, учасниця дитячого Євробачення, переможниця різноманітних пісенних конкурсів та фестивалів;
- Ілона Ланка — угорська принцеса;
- Ілона Зріні — керівник угорського визвольного руху в 1685—1703 роках;
- Ілона Кабош — угорсько-британська піаністка;
- Ілона Броневицька — естрадна співачка, актриса, теле- та радіоведуча. Одна з ведучих телепередачі «Ранкова пошта»;
- Ілона Мітресей — французька співачка;